# 阿朗西
阿朗西（法語：Arrancy，法語發音：[aʁɑ̃si]）是法国上法蘭西大區埃纳省的一个市镇，属于拉昂区。

## 地理
阿朗西（49°29'32"N, 3°45'16"E）面积5.57 平方千米，位于法国上法蘭西大區埃纳省，该省份为法国北部内陆省份，北起北部省，西接索姆省和瓦兹省，东临阿登省和马恩省，西南至塞纳-马恩省，东北部与比利时接壤
与阿朗西接壤的市镇（或旧市镇、城区）包括：欧比尼昂洛努瓦、布孔维尔-沃克莱尔、库特里济和菲西尼、费斯蒂约、蒙沙隆、普卢瓦亚尔和沃尔塞讷、圣克鲁瓦。

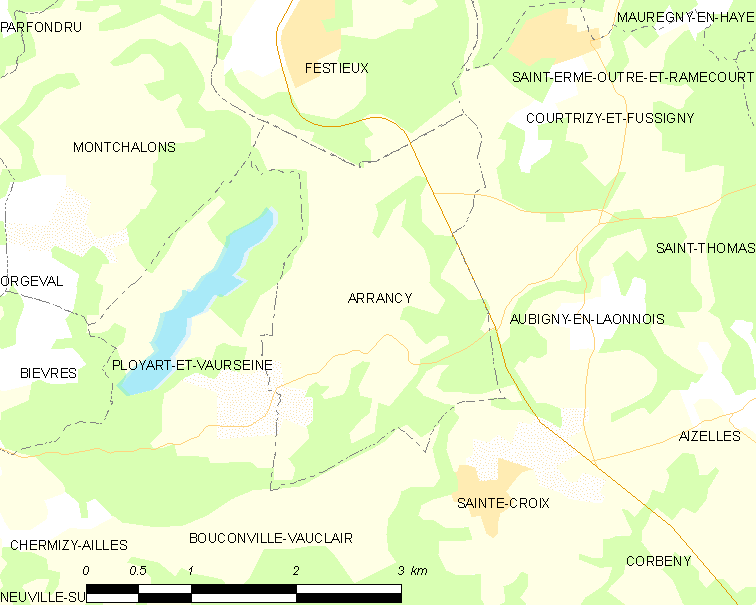
阿朗西的OSM定位图

阿朗西的时区为UTC+01:00、UTC+02:00（夏令时）。

## 行政
阿朗西的邮政编码为02860，INSEE市镇编码为02024。

## 政治
阿朗西所属的省级选区为拉昂第二县。

## 人口

1962-2008年间阿朗西人口变化图示

阿朗西于2022年1月1日时的人口数量为45人。